# Taylor Caldwell
Taylor Caldwell, född 1900, död 1985, var en amerikansk författare. 
Kratern Caldwell på planeten Venus har fått sitt namn efter henne.